# Andrea Dohany
Andrea Dohany är konståkningstränare i Landvetter konståkningsklubb och tränar världsmästarna i teamåkning (konståkningens lagsport) team Surprise som vunnit världsmästerskapen flera gånger under sin storhetstid.
Andrea har även tränat Landvetter KK:s ungdomslag team Bluebird, som kom 6:a på världens första Leon Lurje Trophy (inofficiella ungdoms-VM i teamåkning). Utöver detta tränade Andrea även Kristoffer Berntsson som vunnit SM och som kommit 9:a som bäst på VM och 6:a som bäst på EM.